# Cucuí
El Cucuí és un districte del municipi brasiler de São Gabriel da Cachoeira, del estat de l'Amazones, a 850 km de la capital de l'estat, Manaus.
El districte es troba a l'esquerra del riu Negro i està molt próxim de la triple frontera entre Brasil, Colòmbia i Veneçuela. Seva població és de 2500 persones (cens 2000). L'accés es fa amb vaixell a través del riu Negre, i pel l'aeroport local. Alberga el batalló fronterer de l'exèrcit brasiler i és a prop de Pedra del Cocuy, que es troba en territori veneçolà. Aquest districte en el passat allotjava el Fort de les Marabitàniques construït al segle xviii, on fou una presó de polítics famosos.

## Enllaços externs

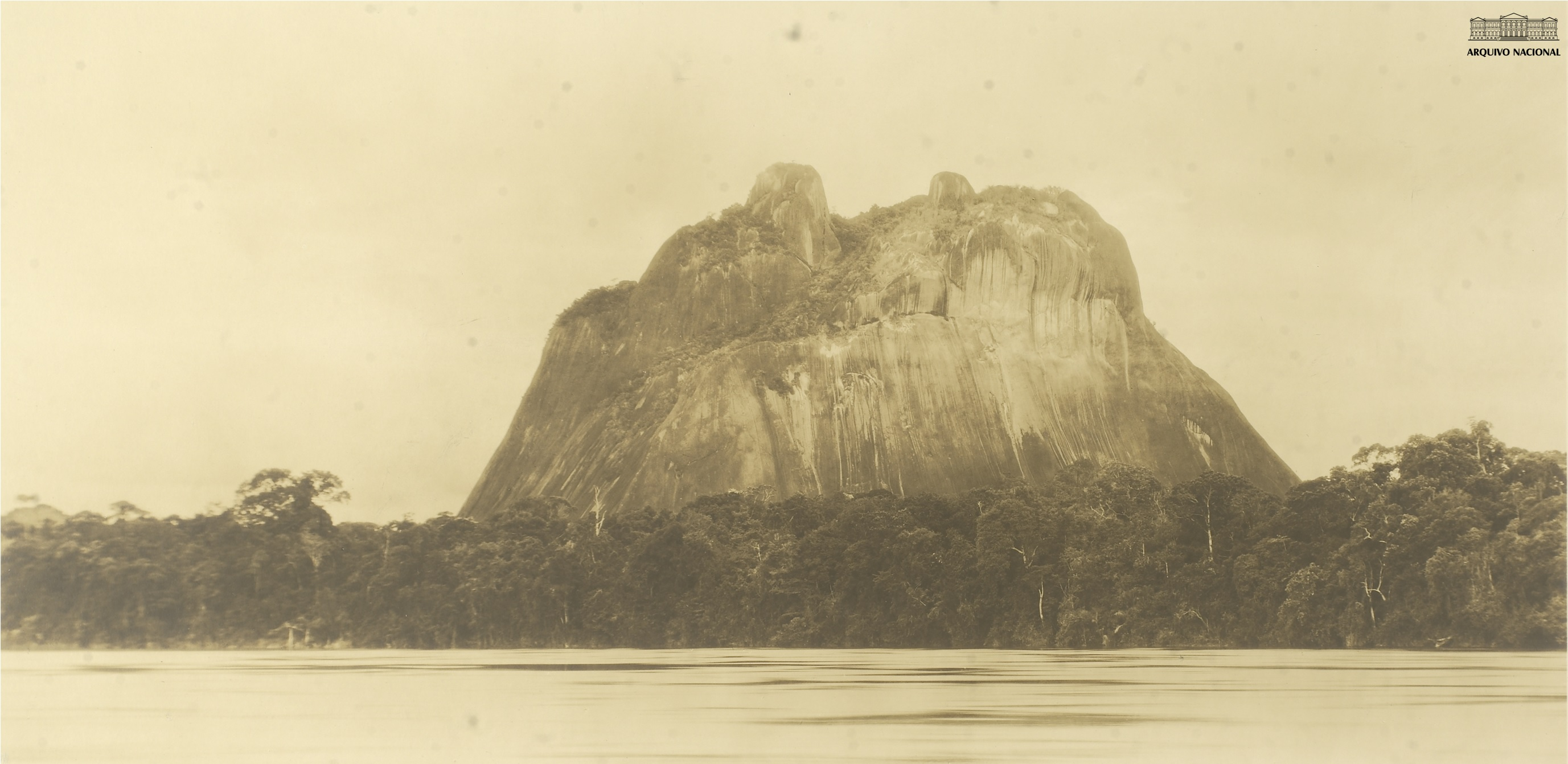
Pedra del Cocuy, vista del districte el any 1930.